# Matthias Brünig
Matthias Brünig (23 de Fevereiro de 1920 - ) foi um comandante de U-Boot que serviu na Kriegsmarine durante a Segunda Guerra Mundial.